# 妹背牛町
妹背牛町（もせうしちょう）は、北海道空知総合振興局管内北部にある町。

## 地理
- 北海道空知総合振興局管内の北部、石狩平野北端・雨竜平野の中央に位置し、町域内はすべてが平坦である。市街地は石狩川右岸にあり、周辺部は水田がひろがる。
- 河川: 石狩川、雨竜川、大鳳川、芽生川

### 隣接している自治体
- 空知総合振興局
  - 深川市
  - 滝川市
  - 雨竜郡：秩父別町、北竜町、雨竜町

## 町名の由来
- 町名の由来はアイヌ語の「モセウシ」で、「モセ・ウシ・イ」（イラクサ・繁茂している・処）（カヤ刈りをする・のが習いである・もの＜場所＞）[1]が転訛したものとされている。当初は「望畝有志」と表記されたが、1898年に現行の表記「妹背牛」に変更された[2]。

## 歴史
- 1889年（明治22年） 華族組合雨竜農場、雨竜平野に開場
- 1898年（明治31年） 妹背牛神社の創設
- 1923年（大正12年） 妹背牛村、深川町より分立。
- 1952年（昭和27年） 町制施行、妹背牛町となる。
- 2004年（平成16年） 北空知1市4町合併協議会設置
- 2005年（平成17年） 北空知1市4町合併協議会解散

## 経済
農業を基幹産業として米の生産に特化した道内で有数の穀倉地帯で、ハーブを用いる無農薬栽培を導入している。

### 産業
- 農業：米、花卉

#### 生産している米の主な品種
- ゆめぴりか
- ななつぼし
- きらら397

### 特産品
- 生どらデコレーション
- きらら258漬けの素米子ちゃん
- こがね大福
- 大豆どん菓子

### その他の立地企業
- 佐藤鋳工
- 藤岡妻神
- ホクレン包材

### 農協
- 北いぶき農業協同組合（JA北いぶき）妹背牛支所

### 郵便局
- 妹背牛郵便局（集配局）

### 宅配便
- ヤマト運輸：道北主管支店雨竜センター（深川市）
- 佐川急便：深川営業所（深川市）
- 日本通運：旭川支店（鷹栖町）

## 公共機関

### 警察
- 深川警察署妹背牛駐在所

## 地域

### 人口
| |                                          |  |
| 妹背牛町と全国の年齢別人口分布（2005年） | 妹背牛町の年齢・男女別人口分布（2005年） |  |
| ■紫色 ― 妹背牛町 ■緑色 ― 日本全国 | ■青色 ― 男性 ■赤色 ― 女性                |  |
| 妹背牛町（に相当する地域）の人口の推移 \| 1970年（昭和45年） \| 7,478人 \| \| \| 1975年（昭和50年） \| 6,624人 \| \| \| 1980年（昭和55年） \| 6,136人 \| \| \| 1985年（昭和60年） \| 5,583人 \| \| \| 1990年（平成2年） \| 5,002人 \| \| \| 1995年（平成7年） \| 4,508人 \| \| \| 2000年（平成12年） \| 4,232人 \| \| \| 2005年（平成17年） \| 3,943人 \| \| \| 2010年（平成22年） \| 3,469人 \| \| \| 2015年（平成27年） \| 3,091人 \| \| \| 2020年（令和2年） \| 2,693人 \| \| |                                          |  |
| 総務省統計局 国勢調査より |                                          |  |
| 1970年（昭和45年） | 7,478人                                  |  |
| 1975年（昭和50年） | 6,624人                                  |  |
| 1980年（昭和55年） | 6,136人                                  |  |
| 1985年（昭和60年） | 5,583人                                  |  |
| 1990年（平成2年） | 5,002人                                  |  |
| 1995年（平成7年） | 4,508人                                  |  |
| 2000年（平成12年） | 4,232人                                  |  |
| 2005年（平成17年） | 3,943人                                  |  |
| 2010年（平成22年） | 3,469人                                  |  |
| 2015年（平成27年） | 3,091人                                  |  |
| 2020年（令和2年） | 2,693人                                  |  |

### 教育
- 高等学校
  - 道立
    - 北海道妹背牛商業高等学校（2009年3月で閉校）

- 中学校
  - 町立
    - 妹背牛中学校

- 小学校
  - 町立
    - 妹背牛小学校

## 交通

### 鉄道
- 北海道旅客鉄道（JR北海道）
  - 函館本線 : 妹背牛駅

### バス
- 空知中央バス ※かつては「妹背牛ターミナル」が設けられていた。
  - 深川市立病院方面
  - 雨竜・滝川駅前方面
  - 北竜温泉方面
- 妹背牛町営バス
  - 市街地循環線（無料）：妹背牛駅前 - 稲穂団地 - 黄金団地 - 温泉前（ペペル）

### 道路
- 都道府県道
  - 北海道道47号深川雨竜線
  - 北海道道94号増毛稲田線
  - 北海道道280号妹背牛停車場線
  - 北海道道282号沼田妹背牛線
  - 北海道道628号小藤沼田線

## 名所・旧跡・観光スポット

### 町の文化財
- 獅子頭・天狗面 - 郷土館
- 獅子舞 - 妹背牛町獅子舞保存会

### 観光
- 妹背牛温泉ペペル
  - 源泉かけ流しの温泉施設で、町民の憩いの場として平成5年に開場した。
  - 泉質はナトリウム塩化物泉・炭酸水素塩泉で、神経痛・筋肉痛・関節痛・五十肩・冷え症などに効能があるとされ、北海道内各地から入浴客が訪れる。
- 遊水公園うらら
- 郷土館

## イベント・祭事・催事
- もせうし夏祭り
- 豊年盆踊り大会
- ミックスカーリング妹背牛大会

## スポーツ

### バレーボール
妹背牛商業高等学校は女子バレーボール部が1978年に全国制覇するなど道内有数の強豪校として知られ、バレーボールを町技として力を入れていたが、北海道の公立高校適正配置計画により2009年3月に廃校となった。高校の存続に向けた活動も行われたが、2006年（平成18年）8月1日に北海道教育委員会は廃校を正式に決定した。町は町立による存続も含めて検討したが、生徒増が見込めないことと財政難により断念した。

### カーリング
カーリング専用屋内施設「妹背牛町カーリングホール」がある。道内2番目の屋内専用カーリング施設で、観覧席や休憩所などの施設も充実しており、国際大会の開催も可能である。
全日本選手権など国内の主要な大会や、男女混合チームによる「ミックスカーリング大会」も開催され、全国から選手が参加する。

## 出身者
- 後藤悠仁 - ヴィオラ奏者
- 吉原知子 - 元五輪選手・バレーボール全日本代表キャプテン。妹背牛小学校 - 妹背牛中学校 - 妹背牛商業高校。
- 関吉雅人 - 元プロ野球オリックス・ブルーウェーブ選手。
- 高橋成明 - プロスノーボーダー
- 山下彩耶[3] - アイドル。タイトル未定メンバー、元夢みるアドレセンスメンバー